# جون ميلز (سياسي أسترالي)
جون ميلز (بالإنجليزية: John Mills)‏ هو كيميائي وسياسي أسترالي، ولد في 28 نوفمبر 1941. حزبياً، نشط في حزب العمال الأسترالي. وقد انتخب عضو الجمعية التشريعية نيو ساوث ويلز عن دائرة Electoral district of Wallsend ‏ (17 ديسمبر 1988 – 2 مارس 2007).